# Phan Rang - Tháp Chàm
Phan Rang - Tháp Chàm, à 100 km au sud de Nha Trang, est une ville du centre Sud du Viêt Nam et le chef-lieu de la province de Ninh Thuận.
Un aérodrome fut construit dans la ville par les Japonais pendant la Seconde Guerre mondiale, utilisé plus tard par les Français. Pendant la guerre du Viêt Nam, une base aérienne de l'United States Air Force (USAF) y était implantée.
Phan Rang - Tháp Chàm correspondrait à la ville de Panduranga, qui est l'ancien centre du royaume de Pāṇḍuraṅga. Elle est d'ailleurs située près d'un site historique datant des royaumes du Champa aux tours-sanctuaires tout à fait remarquables : Po Klong Garai est inscrit sur la liste du Patrimoine de l'UNESCO depuis 1999.

## Toponymie
Le nom Phan Rang ou en Cham moderne Pan(da)rang est une forme indigène austronésianisée du sanscrit original Pāṇḍuraṅga (une autre épithète pour le dieu hindou Vithoba). Il qui est apparu pour la première fois sur les inscriptions Cham vers le Xe siècle sous le nom de Paṅrauṅ ou Panrāṅ, et après cela, il a été translittéré en vietnamien en Phan Rang. Le nom Tháp Chàm signifie « Temple/Tour Cham » et doit son nom au temple Po Klong Garai dans la partie nord de la ville.

## Histoire
L'ancien Panduranga, le plus méridional des royaumes du Champa, eut son centre localisé sur l'actuelle ville de Phan Rang, à proximité de l'embouchure du fleuve Cái (Sông Cái). 

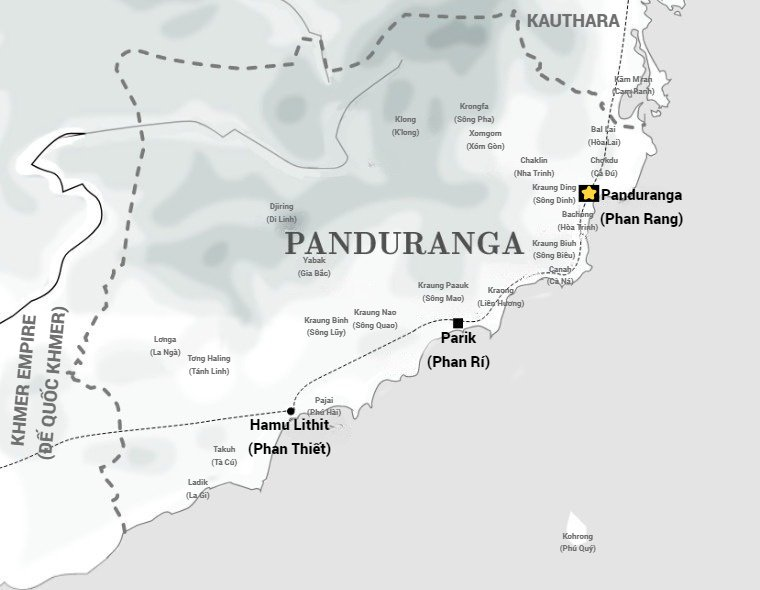
Le territoire du petit état de Panduranga avec sa capitale est Phan Rang

La ville de Phan Rang fut édifiée en 1917 par décret de l'Empereur Khải Định (le père de Bao Dai) et reste la Capitale provinciale de la Province de Ninh Thuận jusqu'en 1976, quand la province fusionna avec la province de Bình Thuận pour former l'ancienne province de Thuận Hải. La ville de Phan Rang fut divisée : à l'Est, pour devenir une partie du District Ninh Hải et à l'Ouest, Tháp Chàm, qui devint une partie du District de An Son. Ces deux parties furent fusionnées à nouveau en 1992 pour devenir Phan Rang–Tháp Chàm, la capitale de la Province de Ninh Thuận, ayant ainsi un statut achevé de ville en 2007.

## Géographie
La ville de Phan Rang - Thap Cham est située au centre de la province de Ninh Thuan, à 1 380 km au nord de Hanoï, à 330 km à l'est et au sud-est de Ho Chi Minh-Ville, à 95 km au sud de la ville de Nha Trang, avec une situation géographique:
- L'est borde la mer de l'Est (baie de Phan Rang).
- L'ouest borde le district de Ninh Son.
- Le sud borde le district de Ninh Phuoc
- Le nord borde le district de Bac Ai et le district de Ninh Hai.

### Climat
Phan Rang a un climat de savane tropicale (Aw).  La température annuelle moyenne varie de 27 à 28 degrés Celsius, les précipitations moyennes varient de 700 mm à 800 mm et l'humidité est d'environ 70% à 75%.

Le climat de la ville est divisé en deux saisons distinctes, qui sont la saison sèche de décembre à août de l'année suivante et la saison des pluies de septembre à novembre.  Bien qu'appartenant à la région de mousson tropicale, Phan Rang est l'une des villes où les précipitations sont les plus faibles du pays, elles ne représentent qu'environ 1/3 de la moyenne nationale.

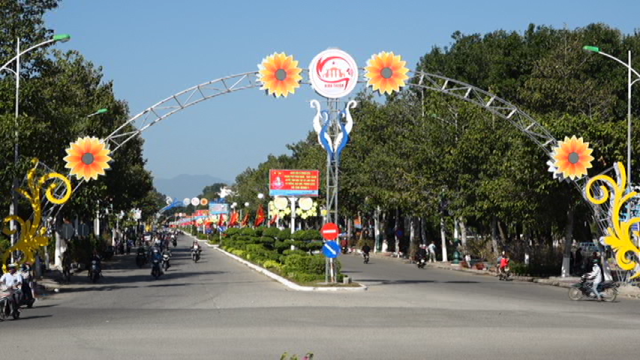
Une rue de la ville de Phan Rang

## Culture Cham
Le District de Tháp Chàm et Pham Rang est devenu un centre de la culture Cham. Une grande part de ce district est occupée par le peuple Cham qui cultive des rizières, des vergers de raisins et de pêches, ils élèvent des troupeaux de chèvres. Les anciennes tours ('Thap') sont de beaux monuments datant de l'époque des royaumes du Champā. Il y a plusieurs sites Cham avec des tours plus ou moins ruinées le long de la côte centrale du Vietnam, avec les sites remarquables du sanctuaire de Mỹ Sơn (et le musée de la sculpture cham à Da Nang) et Nha Trang (sanctuaire de Po Nagar).

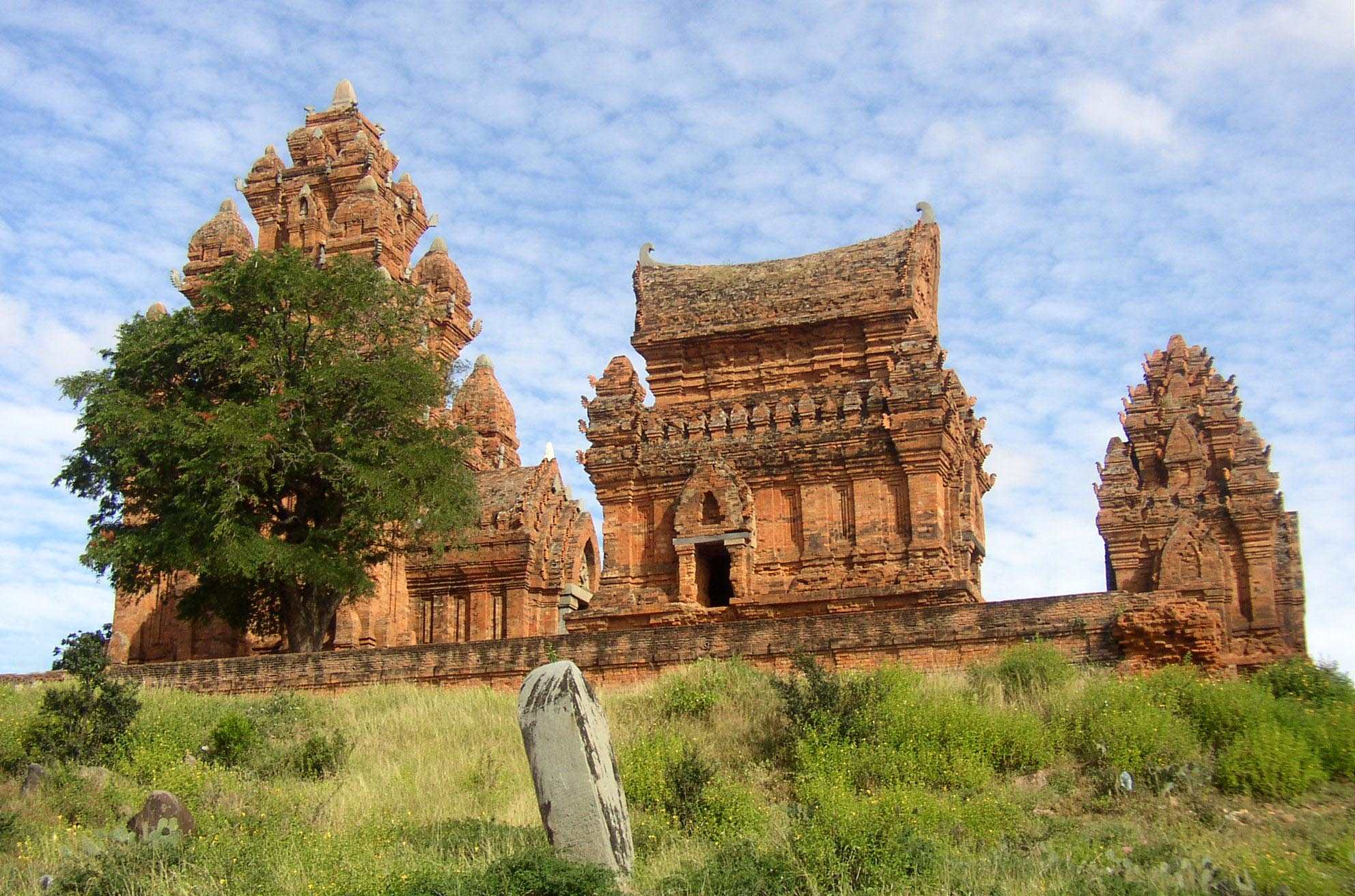
Temples de Po Klong Garai. Tháp Chàm. XIIIe siècle

Il y a deux sites dans le district Tháp Chàm - Phan Rang. À deux kilomètres à l'ouest de la gare de chemin de fer de Tháp Chàm, il y a un site de tours-sanctuaires Cham dédié au roi Po Klong Garai, le dernier roi Cham régnant; son portrait apparait sur un lingam dans le sanctuaire de la tour centrale. Une seconde tour pour le roi Po Re Do est situé à environ 20 km au sud-ouest de Tháp Chàm, par Phu Quy jusqu'à Phouc Hou et le village de Hau Sanh; la tour a subi une intense rénovation (juillet 2012).
Les tours sont actuellement utilisées pour des festivals Cham bigarrés, en particulier la fête de Kate en octobre (15 octobre 2012) : on y sacrifie encore un taureau et les habitants déposent des offrandes de nourriture dans le sanctuaire. D'autres cérémonies y sont célébrées pour le Ramadan, car les cham d'aujourd'hui sont majoritairement musulmans, et lors d'un festival de la pluie (occasionnellement). Des mariages et d'autres célébrations y sont également organisés. Outre l'incorporation de l'islam dans leur pratique culturelle et religieuse, un autre point de différence culturelle d'avec les autres vietnamiens c'est qu'ils sont dans un régime de famille matrilinéaire. Le fondement animiste de la culture Cham, avec le motif du feu qui apparait sur les tours, au sommet, les traditions paysannes et les tenues de cérémonie très colorées font de la culture Cham une ressource touristique idéale pour le Vietnam.

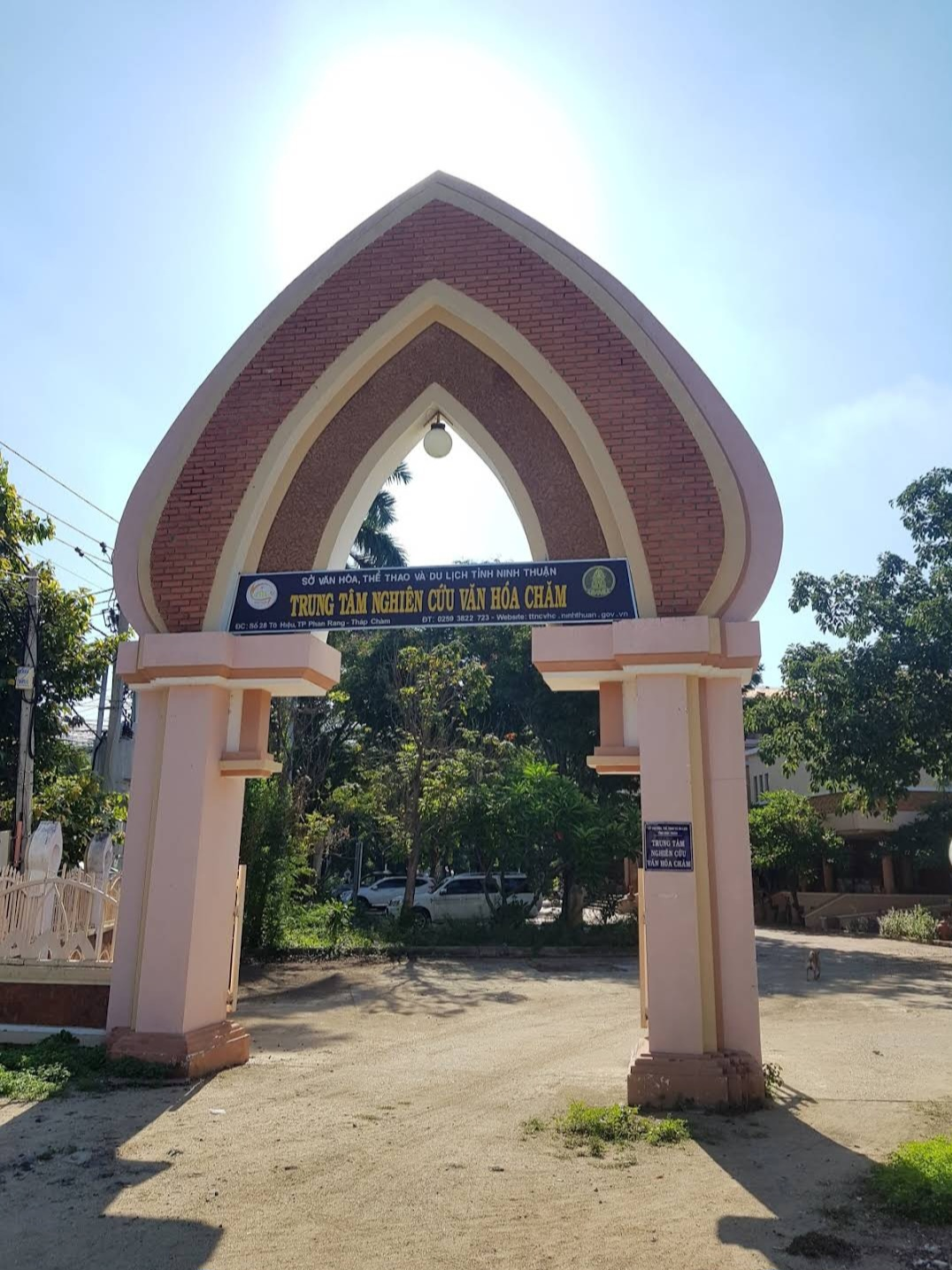
Porte d'entrée du Centre de recherche culturelle Cham à Phan Rang

Sur le plan architectural, les tours sont finement construites en petites briques rouges, avec des lignes de mortier ultra fines en surface. Les tours sont ornées d'éléments sculptés, avec des extensions qui se présentent comme des languettes dont les extrémités ont parfois la forme de flammes; c'est réalisé avec des briques qui sont sculptées après la pose et avec des éléments sculptés à part et assemblés au cours de la construction. Ce travail très complexe nécessitait une ingénierie sophistiquée pour réaliser de très nombreux porte-à-faux.

Un centre culturel est associé au complexe de Po Klong Garai.Il abrite une exposition d'œuvres culturelles et artisanales, et présente d'excellentes photographies et peintures d'artistes cham.

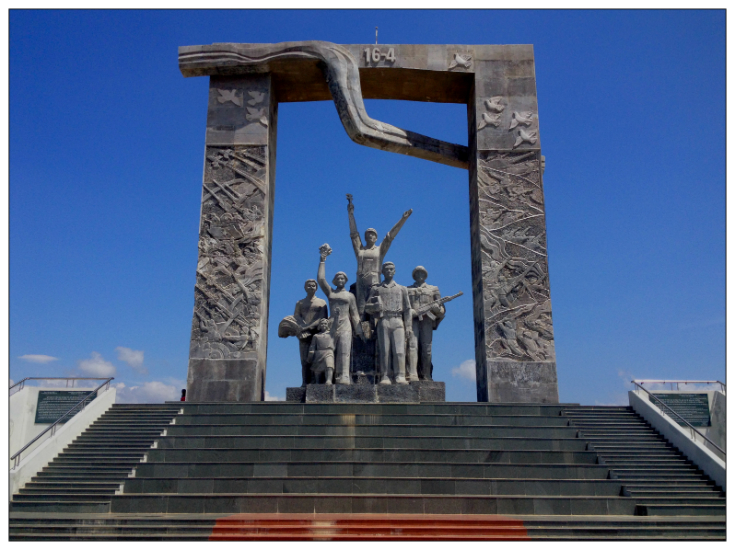
Parc du monument du 16 avril.

## Démographie
En 2023, sa population était de 207 998 habitants dont 196 459  vivaient dans le centre-ville.

## Transports
Phan Rang–Tháp Chàm est situé à la jonction des routes nationales 1A et 27 ; la première route permet, le long des plaines du littoral, de relier Hanoï au Nord et Hô-Chi-Minh-Ville au Sud-Ouest, alors que la seconde se dirige, à travers les montagnes du centre, vers Buôn Ma Thuột.
La ville est reliée à la ligne de chemin de fer qui va du Nord au Sud, à partir de la gare de Tháp Chàm; les trains express-passagers (SE1/2, SE5/6) s'arrêtent régulièrement à cette gare.[réf. nécessaire] À partir de Tháp Chàm 21 Thang 8 relie Tháp Chàm à Phan Rang. Les Bus locaux vont vers l'ouest (trajet de 7 km) vers Phan Rang bus terminus, près du marché de Phan Rang. Le terminal de Phan Rang est un arrêt pour les bus locaux et longues distances. Les bus Locaux partent vers Phu Quy et Phouc Hou (12 km) pour la Tour de Po Re Do ou les plages (5 km). En prenant la direction opposée (à l'ouest) sur 21 Thang 8, à 1 km on arrive aux tours de Po Klong Garai et au Centre culturel. Il y a des mini-bus vers Da Lat (trajet de 2 heures 50) qui récupèrent les passagers à partir du centre de réservation de Tháp Chàm sur 21 Thang 8, entre l'intersection et la voie ferrée, ce qui permet au passagers de faire le trajet de façon fiable en ayant des sièges au terminus de Phan Rang.

### Đà Lạt–Tháp Chàm: par le train
La gare sert de terminus pour la ligne de chemin de fer Đà Lạt–Tháp Chàm, une ligne qui fut ouverte en 1932. La ligne fut abandonnée pendant la guerre du Vietnam, et démantelée après la victoire des Nord Vietnamiens en 1975, afin de fournir du matériel pour la restauration des lignes Nord-Sud, lourdement endommagées. Un projet de rénovation a été proposé, soutenu par les gouvernements locaux et de la Province, visant à restaurer l'intégralité de la ligne de train Đà Lạt–Tháp Chàm pour permettre de transporter à la fois des passagers et des marchandises.